# Triparma pacifica
Espèce
Synonymes
Bolidomonas pacifica Guillou & Chrétiennot-Dinet, 1999
Triparma pacifica est une espèce d’algues de la famille des Triparmaceae. 

## Basionyme
Le basionyme est : Bolidomonas pacifica Guillou & Chrétiennot-Dinet, 1999.